# MetLife
MetLife, Inc es la subsidiaria de la empresa estadounidense Metropolitan Life Insurance Company. La empresa está ubicada en la ciudad de Nueva York y tiene sus oficinas en el famoso MetLife Building. Durante la mayor parte de su vida la empresa fue una organización mutual, pero se convirtió en una empresa cotizada en el año 2000.
MetLife es la mayor aseguradora de vida en los Estados Unidos, con más de 3'3 mil millones de USD [cita requerida] en seguros de vida en vigor. Un líder en productos de ahorro, jubilación, servicios para particulares, pequeñas empresas y grandes instituciones, MetLife sirve a 90 de las mayores empresas de Fortune 100.

## Historia

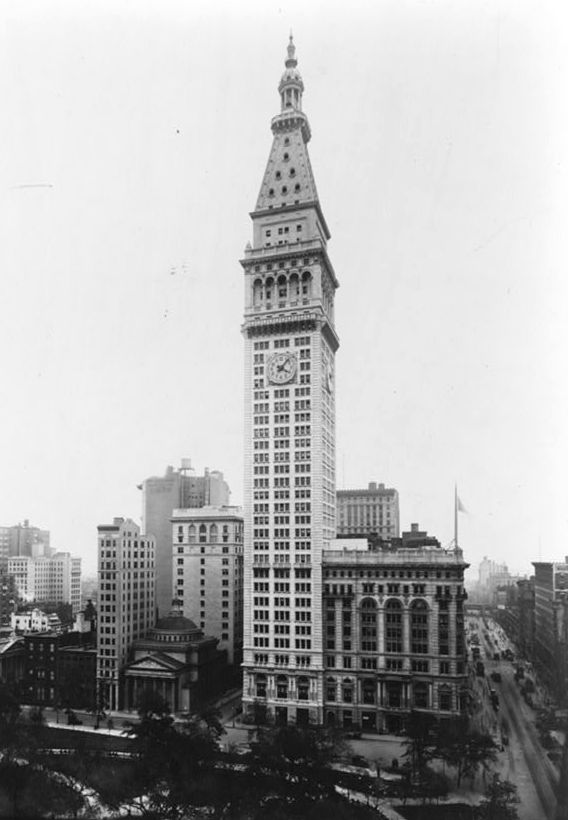
El Metropolitan Life Tower.

El origen de Metropolitan Life Insurance Company (MetLife) se remonta a 1863, cuando un grupo de empresarios de la ciudad de Nueva York recaudó $100,000 para fundar la National Union Life and Limb Insurance Company.
MetLife es la mayor aseguradora de vida de los Estados Unidos, con más de 3.300 millones de USD[cita requerida] en seguros de vida en vigor. Un líder en ahorros, ahorros para la jubilación y servicios personales, pequeñas empresas y grandes instituciones. MetLife sirve a 90 de las mayores compañías del Fortune 100. Posee un mercado mundial con presencia en 60 países.

## Servicios
Algunos de ellos están disponibles únicamente en Estados Unidos.
- Seguro para auto y hogar
- Anualidades
- Seguro de vida
- Group Life Insurance
- Seguro de discapacidad
- Group Disability Insurance
- Fondos de mutualidad y otras inversiones
- Seguro de atención a largo plazo
- Seguro de salud
- Planificación de financiación por honorarios
- Plan de jubilación
- Wealth Management
- Bancarios y financieros